# مك كوردسفيل (إنديانا)
مك كوردسفيل (بالإنجليزية: McCordsville, Indiana)‏ هي بلدة أمريكية تقع في الولايات المتحدة في مقاطعة هانكوك (إنديانا). يقدر عدد سكانها بـ 4,797 نسمة ومساحتها 12.20 كم2 وترتفع عن سطح البحر 259 متر.

## التركيبة السكانية
قام مكتب تعداد الولايات المتحدة بتحديد بيانات التركيبة السكانية لمك كوردسفيل في تعداد الولايات المتحدة. في ما يلي، التركيبة السكانية حسب تعدادي 2000 و2010.

### تعداد عام 2000
بلغ عدد سكان مك كورد 292 نسمة بحسب تعداد عام 2000، وبلغ عدد الأسر 115 أسرة وعدد العائلات 84 عائلة مقيمة في القرية. في حين سجلت الكثافة السكانية 1,033.0 نسمة لكل ميل مربع (398.8/كم2). وبلغ عدد الوحدات السكنية 155 وحدة بمتوسط كثافة قدره 548.3 نسمة لكل ميل مربع (211.7/كم2).
وتوزع التركيب العرقي للقرية بنسبة 96.92% من البيض و 1.03% من الأمريكيين الأصليين و 0.34% من الأمريكيين ذوي الأصول الآسيوية و 1.71% من عرقين مختلطين أو أكثر.
بلغ عدد الأسر 115 أسرة كانت نسبة 27.0% منها لديها أطفال تحت سن الثامنة عشر تعيش معهم، وبلغت نسبة الأزواج القاطنين مع بعضهم البعض 57.4% من أصل المجموع الكلي للأسر، ونسبة 13.9% من الأسر كان لديها معيلات من الإناث دون وجود شريك، وكانت نسبة 26.1% من غير العائلات. تألفت نسبة 21.7% من أصل جميع الأسر من أفراد ونسبة 11.3% كانوا يعيش معهم شخص وحيد يبلغ من العمر 65 عاماً فما فوق. وبلغ متوسط حجم الأسرة المعيشية 2.94، أما متوسط حجم العائلات فبلغ 2.54.
بلغ العمر الوسطي للسكان 40 عاماً. وكانت نسبة 24.7% من القاطنين تحت سن الثامنة عشر، وكانت نسبة 7.2% بين الثامنة عشر والأربعة وعشرون عاماً، ونسبة 24.3% كانت واقعةً في الفئة العمرية ما بين الخامسة والعشرون حتى والأربعة وأربعون عاماً، ونسبة 26.4% كانت ما بين الخامسة والأربعون حتى الرابعة والستون، ونسبة 17.5% كانت ضمن فئة الخامسة والستون عاماً فما فوق. يوجد لكل 100 أنثى 102.8 ذكر، ويوجد لكل 100 أنثى في الثامنة عشر من عمرها فما فوق 93.0 ذكر.
بلغ متوسط دخل الأسرة في القرية 27,143 دولار، أما متوسط دخل العائلة فبلغ 28,750 دولار. وكان متوسط دخل الذكور 25,625 دولار مقابل 17,500 دولار للإناث. وسجل دخل الفرد الخاص بالقرية 11,703 دولار. وكانت نسبة 24.7% من العائلات ونسبة 25.5% من السكان تحت خط الفقر، وكان من هؤلاء نسبة 46.8% تحت سن الثامنة عشر ونسبة 8.9% في الخامسة والستين من العمر وما فوق.

### تعداد عام 2010
بلغ عدد سكان مك كوردسفيل 4,797 نسمة بحسب تعداد عام 2010، وبلغ عدد الأسر 1,653 أسرة وعدد العائلات 1,322 عائلة مقيمة في البلدة. في حين سجلت الكثافة السكانية 1,020.6 نسمة لكل ميل مربع (394.1/كم2). وبلغ عدد الوحدات السكنية 1,717 وحدة بمتوسط كثافة قدره 365.3 لكل ميل مربع (141.0/كم2).
وتوزع التركيب العرقي للبلدة بنسبة 83.2% من البيض و 0.3% من الأمريكيين الأصليين و 2.3% من الأمريكيين ذوي الأصول الآسيوية و 10.3% من الأمريكيين الأفارقة و 2.6% من عرقين مختلطين أو أكثر.
بلغ عدد الأسر 1,653 أسرة كانت نسبة 50.4% منها لديها أطفال تحت سن الثامنة عشر تعيش معهم، وبلغت نسبة الأزواج القاطنين مع بعضهم البعض 66.5% من أصل المجموع الكلي للأسر، ونسبة 10.0% من الأسر كان لديها معيلات من الإناث دون وجود شريك، بينما كانت نسبة 3.5% من الأسر لديها معيلون من الذكور دون وجود شريكة وكانت نسبة 20.0% من غير العائلات. تألفت نسبة 15.1% من أصل جميع الأسر من أفراد ونسبة 3.1% كانوا يعيش معهم شخص وحيد يبلغ من العمر 65 عاماً فما فوق. وبلغ متوسط حجم الأسرة المعيشية 3.26، أما متوسط حجم العائلات فبلغ 2.90.
بلغ العمر الوسطي للسكان 32.7 عاماً. وكانت نسبة 32.4% من القاطنين تحت سن الثامنة عشر، وكانت نسبة 5.2% بين الثامنة عشر والأربعة وعشرون عاماً، ونسبة 34.9% كانت واقعةً في الفئة العمرية ما بين الخامسة والعشرون حتى والأربعة وأربعون عاماً، ونسبة 22.5% كانت ما بين الخامسة والأربعون حتى الرابعة والستون، ونسبة 5% كانت ضمن فئة الخامسة والستون عاماً فما فوق. وتوزع التركيب الجنسي للسكان بنسبة 48.4% ذكور و51.6% إناث.